# Plocoglottis lobulata
Plocoglottis lobulata är en orkidéart som beskrevs av Rudolf Schlechter. Plocoglottis lobulata ingår i släktet Plocoglottis och familjen orkidéer.
Artens utbredningsområde är Sulawesi. Inga underarter finns listade i Catalogue of Life.